# Oktaha (Oklahoma)
Oktaha es un pueblo ubicado en el condado de Muskogee en el estado estadounidense de Oklahoma. En el año 2010 tenía una población de 	390 habitantes y una densidad poblacional de 	557,14 personas por km².

## Geografía
Oktaha se encuentra ubicado en las coordenadas 35°34′40″N 95°28′36″O / 35.57778, -95.47667 (35.577772, -95.476762).

## Demografía
Según la Oficina del Censo en 2000 los ingresos medios por hogar en la localidad eran de $24,844 y los ingresos medios por familia eran $30,556. Los hombres tenían unos ingresos medios de $23,958 frente a los $21,250 para las mujeres. La renta per cápita para la localidad era de $11,174. Alrededor del 19.1% de la población estaban por debajo del umbral de pobreza.